# Edward Sabine

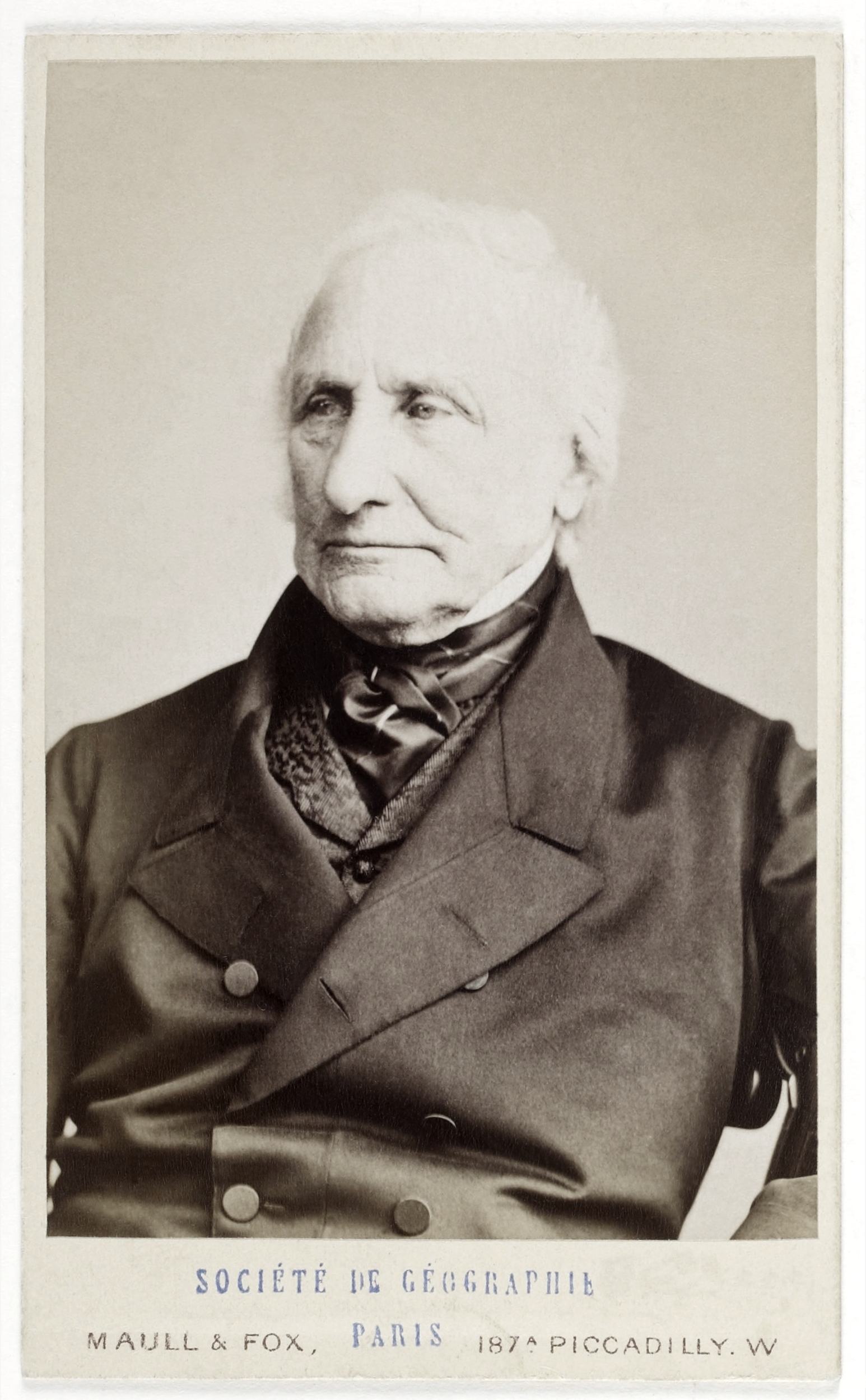
Gen. Sir Edward Sabine

Sir Edward Sabine (* 14. Oktober 1788 in Dublin, Irland; † 26. Juni 1883 in Richmond upon Thames, Surrey) war ein irischer Astronom.

## Leben
Edward Sabine war der Sohn von Joseph Sabine. Sein ältester Bruder hieß ebenfalls Joseph Sabine (1770–1837). Er war Finanzbeamter und Botaniker.
Edward Sabine ging 1803 an die Royal Military Academy in Woolwich.
Sabine nahm an mehreren Expeditionen teil, unter anderem an der Nordwestpassagen-Expedition 1818 von John Ross und James Clark Ross sowie der ebenfalls der Nordwestpassage geltenden Expedition (1819–1820) von William Edward Parry. Auf einer Expedition bestimmte er 1822 an verschiedensten Stellen des Atlantischen Ozeans die Länge des Sekundenpendels. Außerdem führte er umfangreiche Messungen des Erdmagnetfelds durch. 1852 entdeckte er den Zusammenhang zwischen Sonnenflecken und Schwankungen des Erdmagnetfelds.
Seit 1845 war Sabine auswärtiger Sekretär, seit 1850 Schatzmeister und von 1861 bis 1871 Präsident der Royal Society. Darüber hinaus war er auch von 1868 bis 1877 Mitglied der Kommission für Maße und Gewichte.
Sabine war Gründungsmitglied des 1823 gegründeten Athenaeum Club.

## Ehrungen
1818 wurde er als Mitglied („Fellow“) in die Royal Society gewählt, die ihm 1821 die Copley-Medaille und 1849 die Royal Medal verlieh. 1823 wurde er zum korrespondierenden Mitglied der Göttinger Akademie der Wissenschaften gewählt. Seit 1826 war er Ehrenmitglied der Russischen Akademie der Wissenschaften in Sankt Petersburg und seit 1828 Mitglied der Académie royale des Sciences, des Lettres et des Beaux-Arts de Belgique in Brüssel. 1855 wurde er auch Ehrenmitglied der Preußischen Akademie der Wissenschaften. Sabine war von 1861 bis 1871 Präsident der Royal Society. 1865 wurde er Ehrenmitglied (Honorary Fellow) der Royal Society of Edinburgh. 1867 wurde er in die American Academy of Arts and Sciences und 1875 in die Académie des sciences gewählt. 1869 erhielt er den Bathorden zweiter Klasse (Knight Commander). Außerdem wurde er am 17. August 1857 mit dem preußischen Orden Pour le Mérite für Wissenschaften und Künste geehrt.
1819 benannte sein Bruder die Schwalbenmöwe (Xema sabini) nach ihm. Eine Insel vor der Ostküste Grönlands, auf der Sabine 1823 Pendelversuche ausgeführt hatte, heißt seit 1869 Sabine-Insel. Er ist auch Namensgeber des Sabine-Lands auf Spitzbergen. 1935 wurde der Mondkrater Sabine nach ihm benannt. Seinen Namen tragen auch der Mount Sabine und der Sabine-Gletscher in der Antarktis.